# RK Hrpelje-Kozina
Il Rokometni Klub Jadran Hrpelje-Kozina è una squadra di pallamano maschile slovena con sede a Erpelle-Cosina.

È stata fondata nel 1965.

## Palmarès

### Titoli nazionali
- Coppa di Slovenia: 1
  - 2004-05.